# Малайские султанаты
Малайские султанаты — девять государств Полуостровной Малайзии, возглавляемых наследственными правителями. Практически эти правители (Раджа или Янг ди-Пертуан Бесар в Перлисе и Негри-Сембилане и султаны в остальных) являются номинальными главами и следуют принципам конституционной монархии. Девять правителей малайских султанатов выбирают из своей среды Янг ди-Пертуан Агонга (короля) Малайзии.

Британская Малайя около 1922 года. Жёлтым показана территория Федерированных штатов Малайи, синим формально независимые (нефедерированные) княжества, красным показаны территории, входившие в Стрейтс-Сетлментс

Малайские султанаты следует отличать от штатов Малайи. Штатами, кроме султанатов, являются также два прежних британских доминиона (Пинанг и Малакка), которые не имеют правителей по рождению, а возглавляются Янг ди-Пертуан Негери (губернаторами), назначаемыми Янг ди-Пертуан Агонгом.
До создания Малайского Союза в 1946 году малайские монархии были разделены на Объединённые Малайские Султанаты (возглавлявшийся британским Верховным комиссаром в Куала-Лумпуре с британскими губернаторами в каждом из султанатов) и Необъединённые Малайские Султанаты (каждый из которых возглавлялся наследственным правителем под опекой британского советника).

## Объединённые Малайские Султанаты
- Перак
- Селангор
- Паханг
- Негри-Сембилан

## Необъединённые Малайские Султанаты
- Перлис
- Кедах
- Келантан
- Тренггану
- Джохор